# حقوق الإنسان في بوروندي

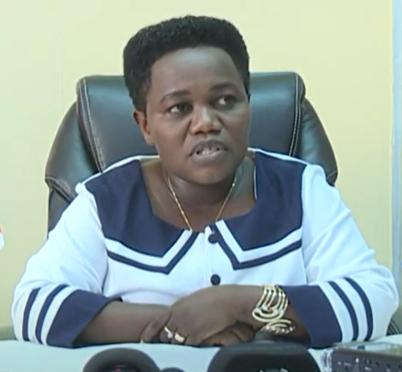
وزيرة حقوق الإنسان والشؤون الاجتماعية البوروندية إيميلدي سابوشيميكي

بوروندي جمهورية ديمقراطية نيابية رئاسية، يبلغ عدد سكانها 10,557,259. شهدت تاريخًا طويلًا من الاضطرابات الاجتماعية والتوتر العرقي بين أغلبية الهوتو والأقلية التوتسية، مع سلسلة من الحروب الأهلية المتعاقبة التي هددت التنمية الوطنية منذ إنهاء الاستعمار في بوروندي كإقليم بلجيكي في عام 1962. اندلع آخر صراع في عام 1993 مع اغتيال أول رئيس بوروندي منتخب ديمقراطيًا، ملشيور نداداي، وأدى ذلك إلى انتهاكات واسعة النطاق لحقوق الإنسان والإفلات من العقاب بشكل عام. تماشيًا مع اتفاق أروشا الصادر في آب/ أغسطس، تم إحقاق السلام بين الجماعات المتمردة والمجلس الوطني للدفاع عن الديمقراطية؛ قوات الدفاع عن الديمقراطية (CNDD-FDD) والقوات الوطنية للتحرير (FNL)، وأصدر دستور جديد اعتُمد من خلال استفتاء عام في عام 2005. أنشأ الدستور مؤسسات معرفية للدولة، بما في ذلك السلطة التنفيذية والقضائية والتشريعية، بهدف تعزيز سيادة القانون وإطار عمل أكثر إقرارًا لحقوق الإنسان.
في عام 2010، فاز حزب قوات الدفاع عن الديمقراطيةCNDD-FDD الحالي بالانتخابات البلدية الثانية، على الرغم من الاتهامات التي صدرت بحقه بالتخويف والاحتيال والتحريض على العنف السياسي وتقييد حرية تكوين الجمعيات والتعبير في وقت الانتخابات. لذلك، فقد شُكّك في شرعية مؤسسات الدولة المنشأة حديثًا في ضوء مخالفات وقمع الانتخابات. لا يزال التحدي الرئيسي الذي يواجه النهوض بحقوق الإنسان في بوروندي ينبع من استمرار التقلبات السياسية، واستمرار تطبيق حلول تمييزية للقانون العرفي في غياب نظام قضائي قابل للمساءلة.
لقد اعتبرت بوروندي، منذ حصولها على استقلالها، دولةً ارتكبت العديد من انتهاكات حقوق الإنسان. ذكر تقرير لمنظمة الشفافية الدولية لعام 2010 بوروندي بأنها أكثر البلدان فسادًا في شرق أفريقيا.

## الصكوك القانونية الدولية التي صدقت عليها بوروندي
صادقت بوروندي على عدد من صكوك حقوق الإنسان الأساسية، بما في ذلك العهد الدولي الخاص بالحقوق المدنية والسياسية، والعهد الدولي الخاص بالحقوق الاقتصادية والاجتماعية والثقافية، والميثاق الأفريقي لحقوق الإنسان والشعوب (ACHPR) واتفاقية منع جريمة الإبادة الجماعية والمعاقبة عليها  (CPPCG)واتفاقية الأمم المتحدة لمناهضة التعذيب (اتفاقية مناهضة التعذيب وغيره من ضروب المعاملة السيئة أو العقوبة القاسية أو اللا إنسانية أو المهينة CATCIDTP). تجسد المواد 13 - 19 من الدستور البوروندي موافقة البلاد على هذه الحقوق.
في أعقاب توصيات الاستعراض الدوري الشامل UPR)) في عام 2008، صادقت بوروندي على الاتفاقية الدولية لحماية جميع الأشخاص من الاختفاء القسريICCPED ، البروتوكول الاختياري لاتفاقية القضاء على جميع أشكال التمييز ضد المرأةCEDAW ، والبروتوكول الاختياري لاتفاقية مناهضة التعذيب وغيره من ضروب المعاملة أو العقوبة القاسية أو اللا إنسانية أو المهينة.OPCAT خلال الاستعراض الدوري الشامل، أشادت لجنة من 41 وفداً بتصديق بوروندي على عدد كبير من الصكوك الدولية.

## اللجنة الوطنية المستقلة لحقوق الإنسان (NIHRC)
في عام 2000، أُنشئت لجنة حكومية أولية لحقوق الإنسان، والتي أصبحت اللجنة الوطنية المستقلة لحقوق الإنسان في عام 2009 بناءً على توصية المراجعة الدورية الشاملة لعام 2008.  ومع ذلك، لم تُعتمد المؤسسة من قبل لجنة التنسيق الدولية للمؤسسات الوطنية لحقوق الإنسان لافتقارها إلى العنصر الرئيسي للامتثال لمبادئ باريس. ولا يزال طلبها الحالي كهيئة للتحقيق والإبلاغ غير مستوفى.
في تقرير 2011، دعت هيومن رايتس ووتش الحكومة إلى تعزيز دعمها للجنة الوطنية لحقوق الإنسان. تعاظمت أهمية دور اللجنة الوطنية منذ انتهاء ولاية مجلس حقوق الإنسان التابع للأمم المتحدة في البلاد في أيلول/ سبتمبر 2011. وتزامن ذلك مع الارتفاع السريع في جرائم الاغتيال بدوافع سياسية والإفلات من العقاب بشكل عام في جميع أنحاء البلاد. ومع ذلك، كانت الحكومة البوروندية مترددة في تقديم الدعم المالي الكافي للجنة، وبالتالي فإن قدرتها على التحقيق والبحث في الانتهاكات الجسيمة لحقوق الإنسان كانت محدودة.

## انتخابات 2010
على الرغم من ازدهار السياسات متعددة الأحزاب في بوروندي (وهي سمة غير عادية للمنطقة)، لاحظت منظمة العفو الدولية في تقرير عام 2016 أن التكتيكات القمعية كثيراً ما تتخذها الأحزاب السياسية بهدف منع الأحزاب الأخرى من النجاح في الانتخابات. جعلت هذه الممارسة انتخابات عام 2010 متقلبة بشكل خاص. مع إغلاق صناديق الاقتراع في يونيو/ حزيران، قيل إن «التصويت أُجري على خلفية انفجارات القنابل اليدوية اليومية التي هددت بدفع البلاد مرة أخرى إلى صراع أهلي»، وأن الحرية السياسية تعرضت لخطر شديد. وثّقت اللجنة الأسقفية والسلام التابعة للمنظمة غير الحكومية البوروندية مجموعة من الانتهاكات خلال الانتخابات، بما في ذلك الحملات الانتخابية قبل فترة الحملة القانونية المصرح بها والاغتيالات السياسية والاعتقالات التعسفية والمواجهات اللفظية والاحتيال والقيود المفروضة على الحق في حرية التجمع والرشوة والتوظيف والتراشق بالنيران على أساس الانتماء السياسي. ارتكب ما لا يقل عن ستة أحزاب سياسية مخالفات أثناء الانتخابات، لكن اعتُبر المجلس الوطني للدفاع عن الديمقراطية (قوات الدفاع عن الديمقراطية) مسؤولاً عن معظم هذه الانتهاكات في معظم الأحيان. في أعقاب الانتخابات (التي فاز بها المجلس الوطني للدفاع عن الديمقراطية والرئيس بيير نكورونزيزا بعد انسحاب المعارضة)، ارتكبت الحكومة عمليات القتل والاغتيال ضد الجماعة المتمردة السابقة، وهوتو قوات التحرير الوطنية المعارضة.
في حين أن حرية التعبير مكفولة دستوريًا، لاحظت مؤسسة فريدم هاوس عدة حالات أثناء وبعد الانتخابات حيث استُهدف الصحفيون بانتقادهم للحكومة. وشمل ذلك الاعتقالات التعسفية والتهديدات والاحتجاز والضرب. وبالتالي، حصلت بوروندي في عام 2011 على لقب المركز الصحفي «غير حر» من قبل المنظمة غير الحكومية. في آذار/ مارس 2019، قُبض على سبع تلميذات صغيرات بسبب التلوين على صورة لوجه الرئيس نكورونزيزا في كتبهم المدرسية. وأُطلق سراح أربع منهم، أصغرهم في الثالثة عشرة من العمر، لكن الثلاث الباقيات وجهت إليهم تهم رسمية في 18 آذار/ مارس «بالإهانة لرئيس الدولة» الذي يعاقب بالسجن لمدة تصل إلى خمس سنوات.